# Real brazylijski
Real brazylijski (l.mn. reais) – jednostka monetarna Brazylii. Wewnętrznie oznaczana jest jako R$. 1 real dzieli się na 100 centavos.

## Historia

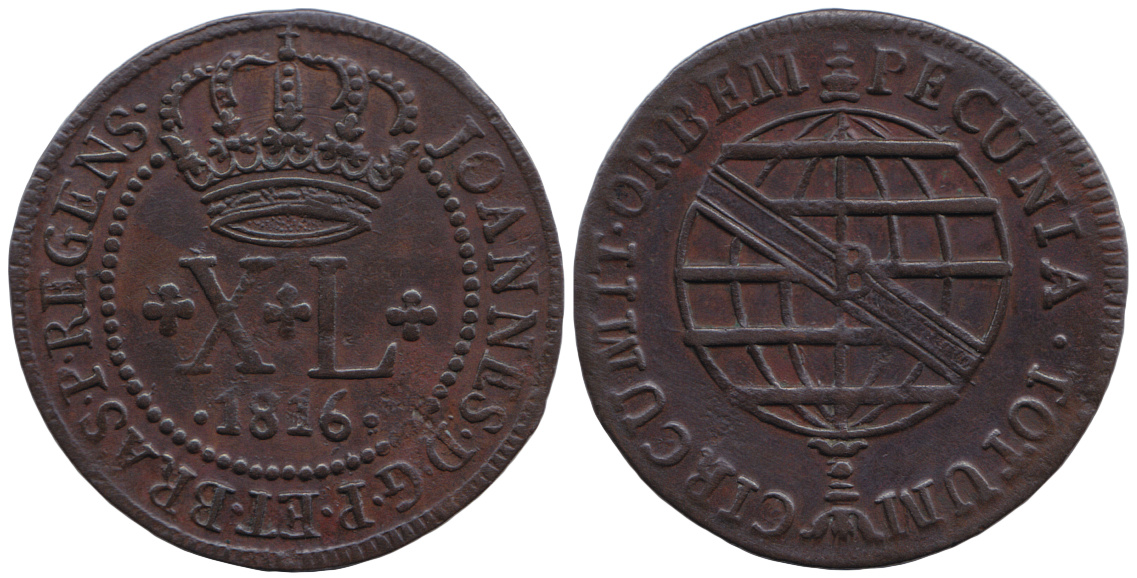
Moneta 40 reais z 1816 roku. Miedź.

Real był walutą używaną przez pierwszych osadników portugalskich przybyłych do Nowego Świata. Pierwsze oficjalne obiegowe reale zostały wypuszczone w roku 1654 przez Holendrów podczas okupacji północnej części Brazylii. Oficjalną brazylijską walutą stał się real w roku 1690 i był nią do roku 1942, kiedy został zastąpiony przez cruzeiro (wymiana w stosunku 1 cruzeiro = 1000 reais).
Ponownie real wprowadzony został 1 lipca 1994 roku w trakcie prezydentury Itamara Franco. Był częścią planu stabilizacyjnego, zastępując cruzeiro real (wymiana w stosunku 1 real = 2750 cruzeiros reais).

## W obiegu

### Monety
Monety mają nominały 1, 5, 10, 25 i 50 centavo i 1 real. Wszystkie nowe monety są bite z nierdzewnej stali i mają podobne wzornictwo: na awersie wizerunki symbolizujące swobody polityczne Brazylii, a na rewersie nominał monety. Główna mennica mieści się w Rio de Janeiro.
Monety o nominale 1 reala w serii obowiązującej do 1998 r. były produkowane tylko w 1994 r. Były często podrabiane, więc 23 grudnia 2003 r. Bank Centralny Brazylii podjął decyzję o demonetyzacji tych monet. Nadal można płacić monetami o niższych nominałach.

### Banknoty
| Nominał                 | Awers banknotu                   | Rewers banknotu                                |
| ----------------------- | -------------------------------- | ---------------------------------------------- |
| (1994-) 1 real          | Popiersie wyobrażające Republikę | Szmaragdzik mleczny (Amazilia lactea)          |
| (2001-) 2 reais         | Popiersie wyobrażające Republikę | Żółw szylkretowy (Eretmochelys imbricata       |
| (1994-) 5 reais         | Popiersie wyobrażające Republikę | Czapla biała (Casmerodius albus)               |
| (1994-) 10 reais        | Popiersie wyobrażające Republikę | Ara zielonoskrzydła (Ara cloroptera)           |
| (2000) 10 reais polimer | Pedro Alvares Cabral             | mapa i portrety                                |
| (2002-) 20 reais        | Popiersie wyobrażające Republikę | Marmozeta lwia (Leontopithecus rosalia)        |
| (1994-) 50 reais        | Popiersie wyobrażające Republikę | jaguar (Panthera onca)                         |
| (1994-) 100 reais       | Popiersie wyobrażające Republikę | Granik wielki (Epinephelus marginatus)         |
| (2020-) 200 reais       | Popiersie wyobrażające Republikę | Pampasowiec grzywiasty (Chrysocyon brachyurus) |